# Большой Ильбин
Большой Ильбин — село в Саянском районе Красноярского края. Административный центр Большеильбинского сельсовета.

## История
Основано в 1898 году. В 1926 году состояло из 14 хозяйств, основное население — белорусы. Центр Большеильбинского сельсовета Агинского района Канского округа Сибирского края.

## Население
| 1926 | 2010 |
| ---- | ---- |
| 79   | ↗94  |